# Sokari Douglas Camp
Sokari Douglas Camp CBE (Buguma, Nigeria, 1958) es una artista nigeriana  que vive y trabaja en Londres. En 1983 obtuvo una  beca de la Fundación Henry Moore y en 2005 recibió la Orden del Imperio Británico (CBE) en reconocimiento por sus aportaciones al arte. Su obra está centrada en cuestiones sociopolíticas y en la historia de la diáspora africana.

## Formación
Camp nació en Buguma, un pueblo Kalabari en el Delta del Níger.  Estudió arte en el California College of Arts and Crafts en Oakland, California (1979-80). Posteriormente se trasladó a Londres donde se licenció en la Central School of Art and Design (1980-83) y obtuvo un máster  en el Royal College of Art (1983-86).
En 1989 participó en el Taller Pachipamwe II, celebrado en Cyrene Mission en las afueras de Bulawayo, Zimbabue, junto con Joram Mariga, Bernard Matemera, Bill Ainslie, Voti Thebe, Adam Madebe y David Koloane.

## Obra
Sus esculturas, de gran tamaño, suelen estar esculpida en acero. A menudo hacen referencia a  su herencia cultural Kalabari, al tiempo que abarcan temas internacionales contemporáneos y de su vida en el Reino Unido.Ha trabajado con el Smithsonian y el Museo Británico y su obra se encuentra en sus colecciones permanentes, así como en otros museos  de Europa, Gran Bretaña y Japón y en colecciones privadas de todo el mundo. Ha expuesto en galerías de Austria, Gran Bretaña, Cuba, Francia, Alemania, Países Bajos, Japón, Sicilia, Sudáfrica, España y Estados Unidos.

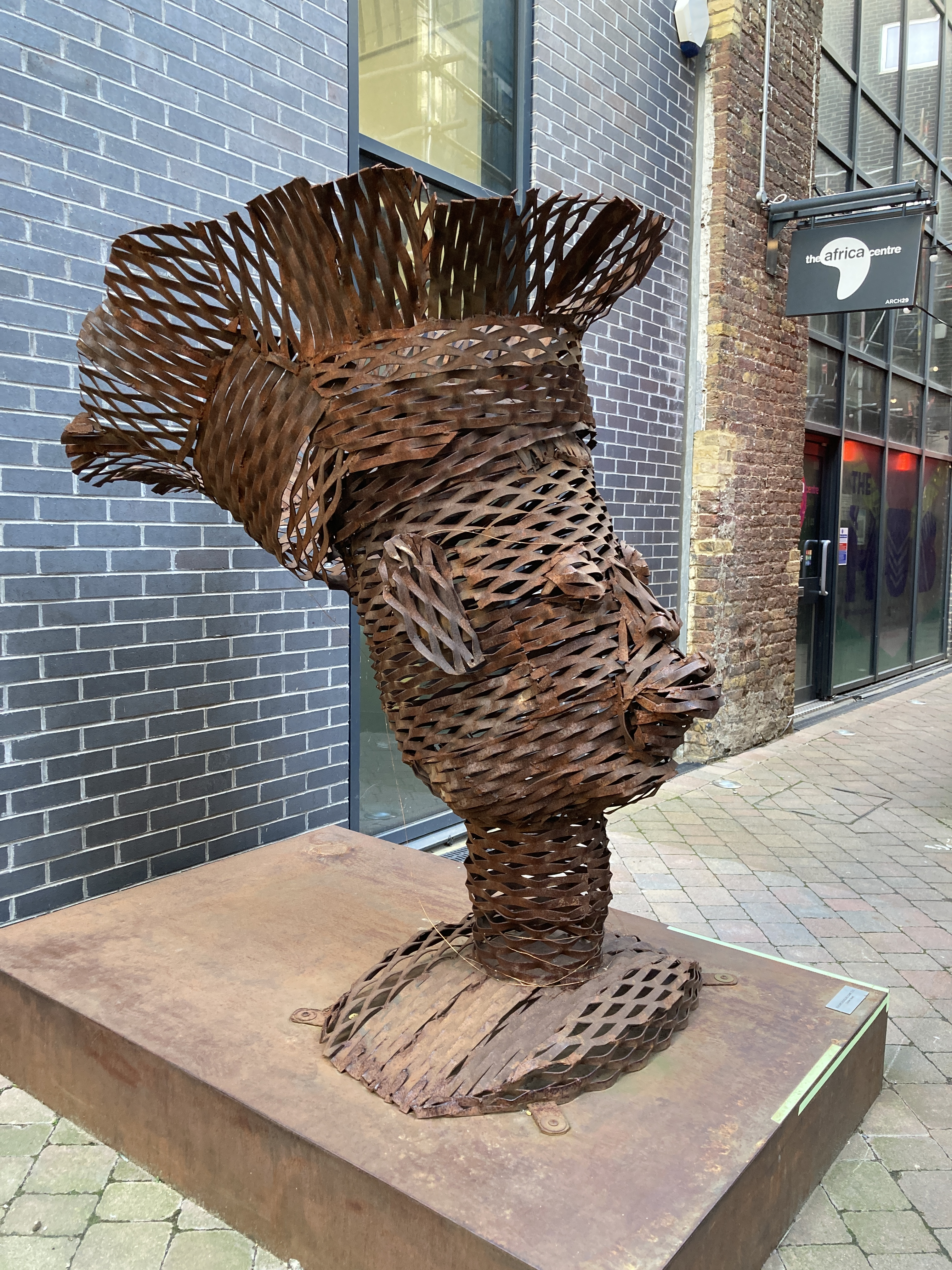
Escultura Corten Head de Camp

Entre sus exposiciones individuales destacan Spirits in Steel – The Art of the Kalabari Masquerade, una muestra que fue presentada en el Museo Americano de Historia Natural, Nueva York (1998-99), e Imagined Steel en The Lowry Arts Centre, Mánchester, y luego programa por la Galería Oriel Mostyn, Llandudno; Centro de Arte Cervecería, Cirencester y el Derby Museum and Art Gallery (2002-2003). En 2005, colaboró con Ground Force en la creación de obras para el África Garden del Museo Británico, como parte del Festival África 05 en el Reino Unido.
En 2003, su propuesta NO-O-War No-O-War-R fue preseleccionada para el Trafalgar Square Fourth Plinth.  En 2005 fue reconocida con un CBE, y ha recibido numerosos encargos de esculturas conmemorativas públicas, entre las que destaca Battle Bus: The Living Memorial to Ken Saro-Wiwa (2006).En 2012, su grupo escultórico All the World is Now Richer  (Todo el mundo es ahora más rico), realizado para conmemorar la abolición de la esclavitud, se expuso en la Cámara de los Comunes y, posteriormente, en 2014, en la Catedral de San Pablo (Londres).
Su pieza Green Leaf Barrel (2014) hace alusión a la situación en la que en ese momento se encontraba lo que ella considera su hogar en  el Delta del Níger debido al deterioro del empleo y la gran contaminación medioambiental.La escultura representa una figura de mujer que está creando crecimiento a partir de un barril de petróleo partido en dos. Su obra No Color Bar: Black British Art in Action 1960–1990, se expuso en 2015 en la Guildhall Art Gallery. Otra obra suya Primavera se presentó en la Galería Octubre en 2016. La muestra reunía nuevas esculturas centradas en la reinterpretación de figuras conocidas de la tradición clásica europea representadas por Botticelli y William Blake.
Entre las exposiciones más recientes de Douglas Camp está Jonkonnu - Masquerade, en la Galería Octubre, en 2022, una exposición individual de nuevos trabajos que exploran el arte de la mascarada, tanto en su contexto caribeño como en el de la diáspora africana en general.

## Premios
- 1981: Premio Amy Sadur Friedlander.
- 1982: Premio Saatchi & Saatchi
- 1983: Beca Princesa de Gales y beca de la Fundación Henry Moore
- 2000: Subvención de la Commonwealth.
- 2005: Comendador de la Orden del Imperio Británico (CBE).
- 2006: Miembro honorario de la Universidad de las Artes de Londres
- 2008: Gobernador, Universidad de las Artes.[11]
- 2017: Beca honoraria de SOAS, Universidad de Londres[12]

## Exposiciones individuales (anteriores a 1996)
- Campamento Sokari Douglas: Alali, Ikon Gallery, Birmingham (1985).[13]
- Ecos del Kalabari: escultura de Sokari Douglas Camp, Museo Nacional de Arte Africano (The Smithsonian Institution), Washington (1988).
- Sokari Douglas Camp: obra nueva, Sue Williams Gallery, Londres (1991).
- Play and Display, Museo de la Humanidad, Londres (1995).

## Exposiciones colectivas (anteriores a 1996)
- New Horizons, South Bank Centre, Londres (1985).
- Ropa conceptual, Ikon Gallery, Birmingham (1986).
- De Two Worlds, Whitechapel Art Gallery, Londres (1986).
- Influencias, South London Art Gallery, Londres (1988).
- Tiempo y movimiento, Galería de arte Laing, Newcastle-Upon-Tyne (1989).
- Arte para Amnistía: una subasta de arte contemporáneo, Bonhams, Londres (1991).

## Retratos
Una fotografía de Sokari Douglas Camp realizada por Sal Idriss en 2006, forma parte de la colección de la National Portrait Gallery;y un retrato de terracota de 2009 se expuso en Yorkshire Sculpture Park en 2013como parte de la serie Sculpture Heads - Contributors to British Sculpture.
La artista y su obra se encuentran entre las más de cuarenta fotografías realizadas por Phil Polglaze en la South London Art Gallery el 8 de septiembre de 1988 durante la vista privada de la exposición Influences: The Art of Sokari Douglas Camp, Keith Piper, Lubaina Himid, Simone Alexander, Joseph Olubo and Brenda Agard.